# Двустишие
Двусти́шие (дистишье) (от др.-греч. δίστιχον — двустишие) — простейшее строфическое образование из двух строк, обычно скреплённых рифмой.
Особым видом нерифмованного двустишия является дистих. Ряд античных строф (гиппонактова строфа, архилохова, алкманова и др.) представлял собой двустишие. Ещё шире распространено двустишие в средневековой метрике — французские восьмисложники, немецкий четырёхударный стих куртуазного эпоса и т. д.

## Примеры
К примеру, на двустишия распадается александрийский стих (шестистопный ямб):

Порода красоты лицу не придаёт:

В селе и в городе цветок равно цветёт.
— Александр Сумароков. «Дмитрий Самозванец»
Не удивительно, что двустишие бывает не только обычным, но и палиндромным рифмованным произведением. Вот примеры из палиндромной поэзии Айдына Ханмагомедова:

Он верба, но

она бревно.

Кит на фене ныне не фантик,

кит на море ныне романтик.
— Двустишья-рифмопалиндромы